# エデンの園

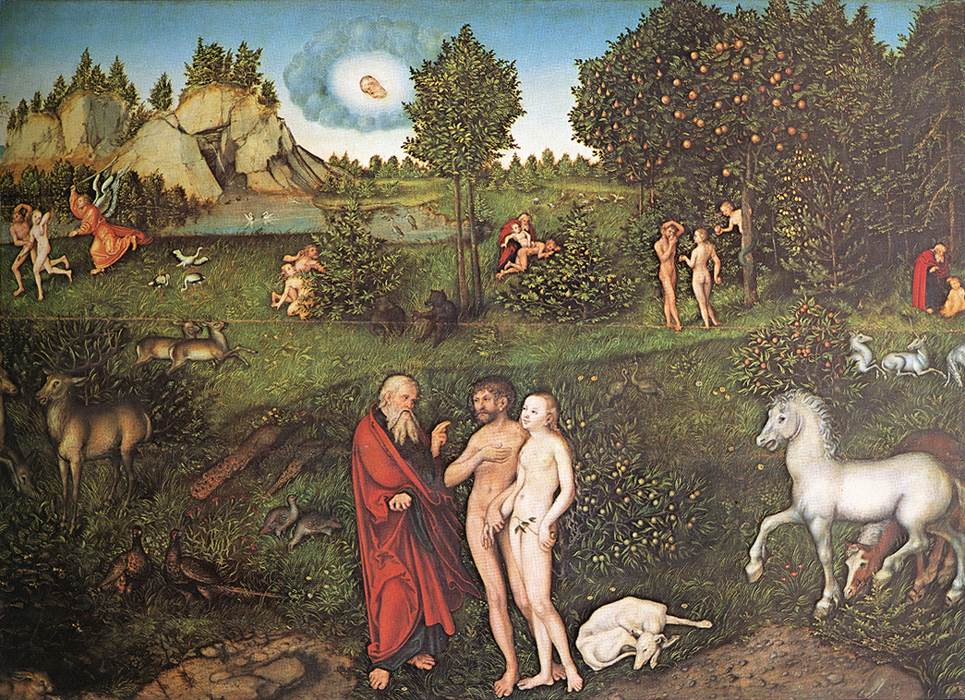
異時同図法で描かれたエデンの園（ルーカス・クラーナハ画）

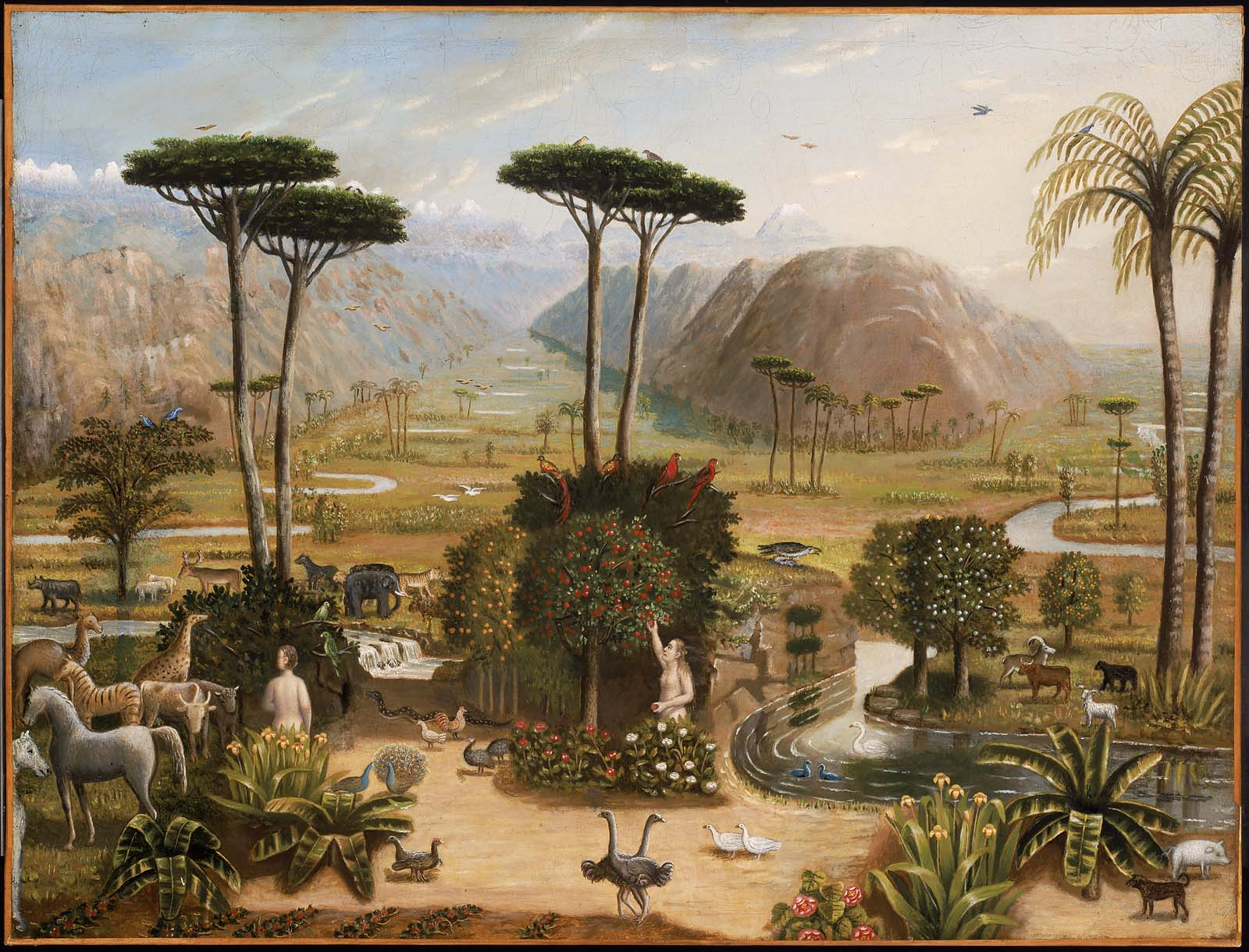
エデンの園（エラストゥス・ソールズベリー・フィールド画）

エデンの園（エデンのその、Garden of Eden、ヘブライ語: גן עדן, ラテン文字転写: Gan Eden、ガンエデン）は、旧約聖書の『創世記』2章8節から3章24節に登場する理想郷。西洋においては楽園（パラダイス、ラテン語: paradisus、古代ギリシア語: παράδεισος、英語: Paradise）は、即ちこれを指す。

## 創世記の記述

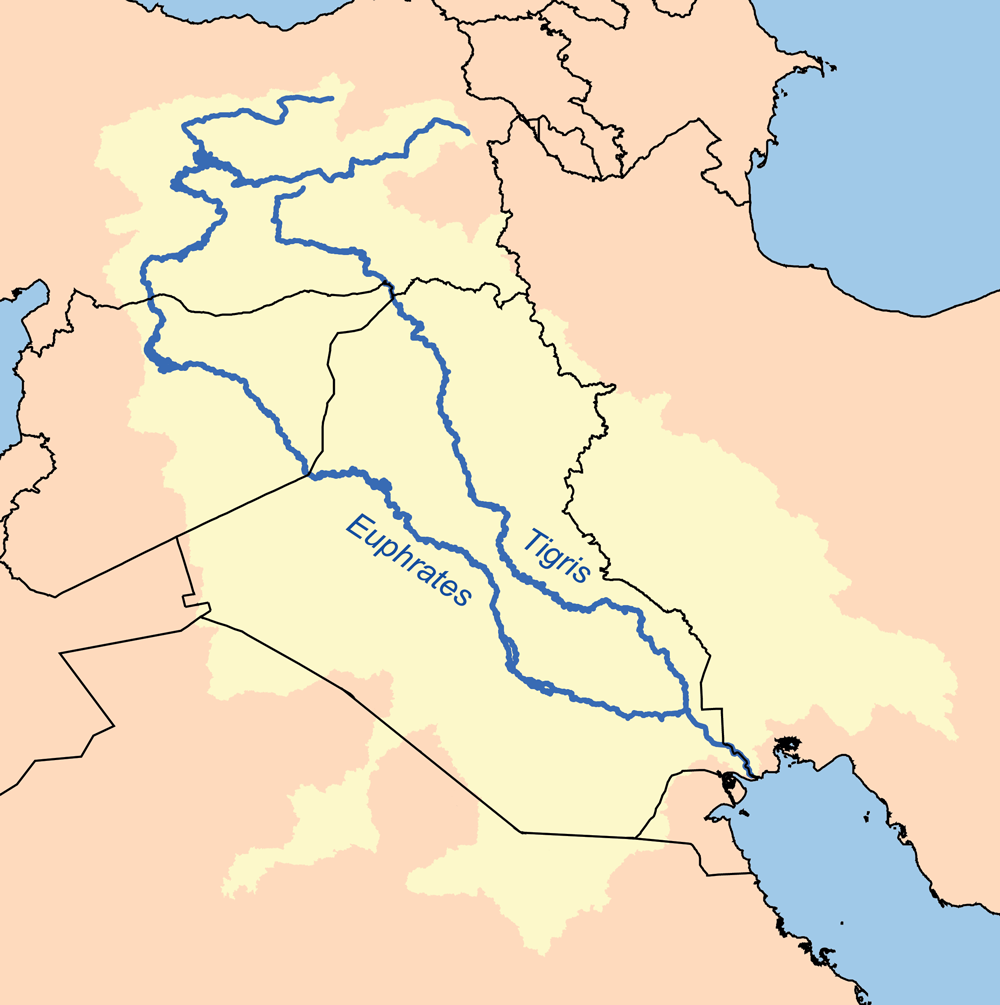
チグリス・ユーフラテス川の周辺地図

『創世記』の記述によれば、エデンの園は「東のかた」（2:8）にあり、アダムとエバは、エデンの園を耕させ、守らせるためにヤハウェによってそこに置かれ（2:15）、そして食用の果実の木が、園の中央には生命の樹と知恵の樹が植えられた。
また、エデンから流れ出た1つの川は園を潤し、そこから4つの川（良質の金とブドラフと縞メノウがあったハビラ全土を流れるピション川、クシュの全土を流れるギホン川、アシュルの東を流れるヒデケル川（チグリス川）、ユーフラテス川）に分かれていた（2:10-2:14）。
ヤハウェはアダムとエバが禁じられていた知恵の樹の実（禁断の果実）を食べたことを咎め、エデンの園から追放する（失楽園）。生命の樹に至る道を守るため、ヤハウェはエデンの東にケルビムときらめいて回転する炎の剣を置いた。

## 文学と伝承
エデンとはヘブライ語で楽しみ、アッカド語で園という意味である。
中世のキリスト教伝承では、アダムの三男セツがエデンの園に渡ったという伝説が生まれている。
エデンの園追放＝失楽園の後、アダムとエヴァは、エデンの園の外側のエデン内に住んでいたと考えられる。そこで、カインとアベルの兄弟、後世の外典・伝承ではその他に姉妹を含む、を産み育て、その後、カインがエデンの東に追放される。
一説には、追放後に、アダムとエヴァが住んでいたのは、ハランだとする伝承が、現地にある。

## エデンの場所
エデンがどこであったのかについては古来様々な場所が主張され、議論されてきた。その中には『創世記』に典拠が認められないものも少なからずある。しかし、エデンの場所を推測するにあたって、その足掛かりとして、現在でも確実にわかっている、「チグリス・ユーフラテス川」に着目し、その近辺に存在しているであろうと仮定するのは、当然の発想であり、数ある仮説の多くも、チグリス・ユーフラテス川沿いを想定しているので、それらを、チグリス・ユーフラテス川を上流から下流に辿っていく形で、記述していくことにする。なお、以下のエデン○○説の○○は、記述にあたってのここでの便宜上の仮称である。

### エデン 上流山間部説
多くの説では、「エデンから流れ出た」という記述から、川の上流にエデンがあったと考え、チグリス・ユーフラテス川の源である、アルメニア付近のザグロス山脈一帯、特にヴァン湖～オルーミーイェ湖の周辺、に比定している。
なお、ヴァン湖もオルーミーイェ湖も、塩湖である（つまり飲用不可である）。ただし、ヴァン湖は過去には塩湖でなかったかもしれない。
- - エデン 上流山間部説におけるエデンの位置。図の「edin」と書かれた赤い部分、ヴァン湖～オルーミーイェ湖の周辺をエデンとしている。

以下は、英国人考古学者 デイヴィッド・マイケル・ロール（David Michael Rohl）が、1998年に発表した仮説に基づく。
エデン≠エデンの園（エデン⊃エデンの園）なので、エデンの園を、「エデンの東」の記述から、図の「GUN（GARDENの略）」と書かれた、オルーミーイェ湖の東岸側（現・タブリーズ）に比定している。
オルーミーイェ湖の東岸側＝エデンの園は、北と南にある高い山に囲まれた、東西に長い谷間である。さらに、図の「NOD」と書かれた、谷間を囲む山の外側の東側を、カインが追放された、「ノドの地」に比定している。
谷間（エデンの園）の北には、カスピ海に注ぐ、アラス川の支流がある。この川を7世紀のアラビアの地理学者は「ガイホン川」と呼んだとされる。このことから、現在の「アラス川」が、聖書における、「ギホン川」に比定される。また、付近には、聖書の「クシュ」に似た名称である、「クシュダーク（Kusheh Dagh）山」がある。

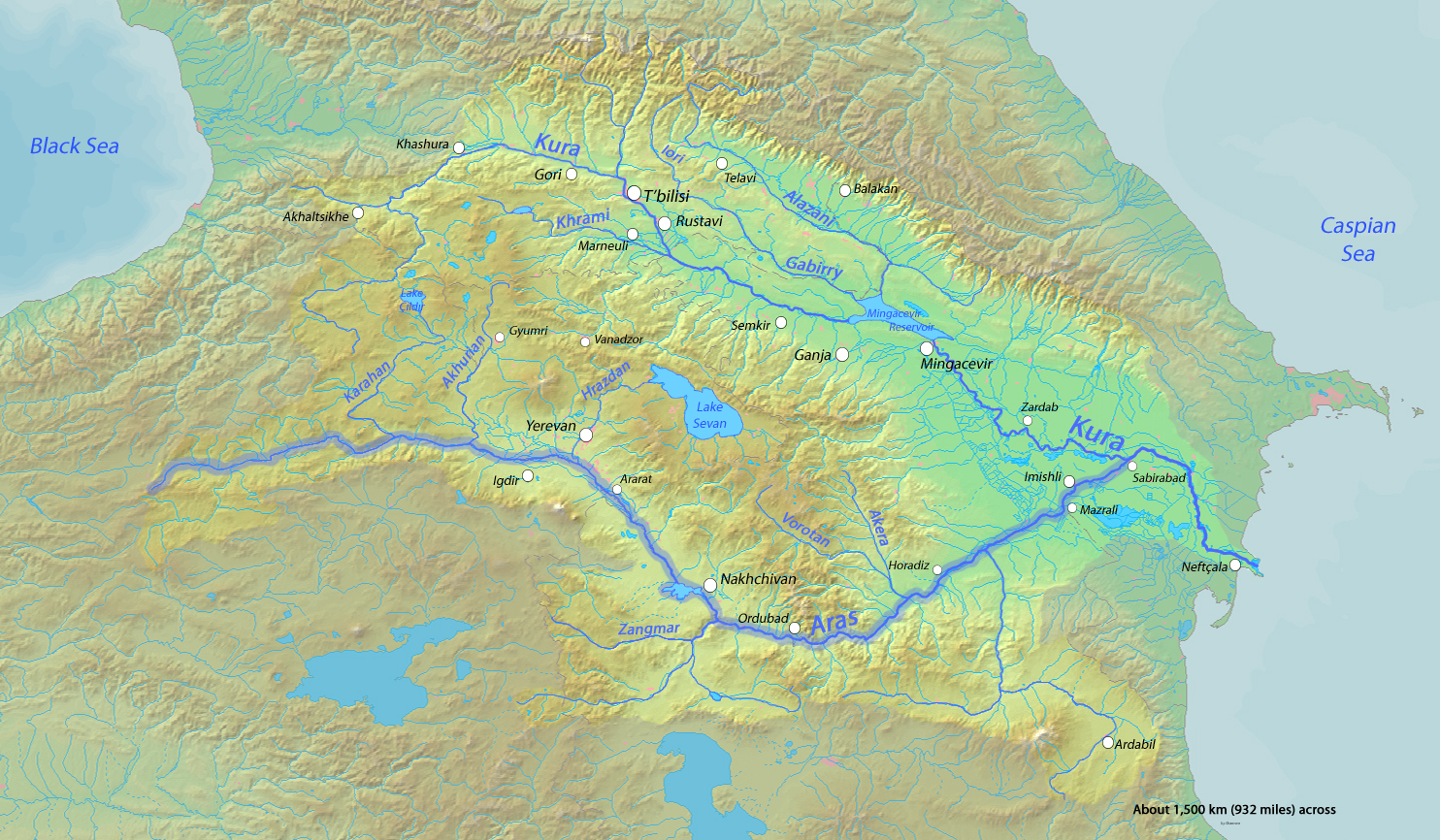
エデンの園の北を流れるアラス川（ギホン川）。デイヴィッド・ロールの仮説では、画像の右下、オルーミーイェ湖の東側が、エデンの園とノドの地である。

さらに、この地の南東の隅には、「ケザ・ウィゾン（Qezel Uizon）川」が存在する。この川は砂金を産出し、「ケザ」は「黄金」を意味する。イラン文字「U」は、セム語では「P」に変換されることから、古代イラン名称の「ウィゾン（Uizon）川」が、聖書においては、「ピション（Pishon）川」に変換された、と想像される。
以上が、デイヴィッド・マイケル・ロールの仮説である。
他にも、これとは別に、ヴァン湖とセヴァン湖周辺に、比定した説を唱える論者もいる。

また、ユダヤ教の伝承によれば、ヴァン湖北東、セヴァン湖南西の、現在のアルメニア共和国の首都である、エレバンにあったという。エレバンの近くにはノアの箱舟が流れ着いた場所との伝説があるアララト山がある。

### エデン 下流平野説
他に、紀元前26世紀（紀元前2600年 - 前2500年頃）、メソポタミアにおいてラガシュとウンマが「グ・エディン（平野の首の意）」もしくは「グ・エディン・ナ（平野の境界の意）」という肥沃な土地 (Gu-Edin) をめぐって戦争を繰り返しており（エアンナトゥム、エンメテナなど参照）、このどちらかがモデルであるとする説もある。

### エデン ペルシャ湾海底説
他に環境考古学や宇宙考古学（衛星考古学）などの視点から、7万年前〜1万2000年前の最終氷期には海面はもっと低かったため、現在は海の底となっているペルシャ湾に比定する説も有る。
考古学者ジュリス・ザリン（Juris Zarins）の1987年のスミソニアン誌に掲載された見解「エデンの園がついに見つかったか？（Has the Garden of Eden been located at last?）」や、考古学者ジェフリー・ローズ（Jeffrey Rose）の2010年の論文「アラブ-ペルシャ湾オアシスの人類先史新仮説（New Light on Human Prehistory in the Arabo-Persian Gulf Oasis）」が有名である。

2万4000年前から1万4000年前頃まで1万年もの間、推定海面はホルムズ海峡の海底より低い水準にあり、そのため、オマーン湾の水位がホルムズ海峡の海底より低くなり、ペルシャ湾の海水は川の流れのようにオマーン湾へと流れ出し、湾内には干上がった広大な盆地＝ガルフ・オアシス（「ガルフ・オアシス」はローズによる命名）が出現したと考えられる。ガルフ・オアシスは、海跡湖（淡水湖）や盆地の奥から出口に向かう川（ウル・シャット川）や湧き水に潤されて、湿地帯や豊かな植生に覆われた草原や森が広がっていたと考えられる。
1万8000年前の最終氷期極大期には寒冷化と乾燥化が進み、ガルフ・オアシス周辺の環境が乾燥したため、乾燥からの避難地として、動物が集まり、人類は水と狩場を求めてガルフ・オアシスに集まり、狩猟採集生活を送っていたと想像されている。
- （1万8000年前のペルシャ湾。オーストラリアの地球物理学者 K・ランベックのコンピューターモデルに基づく。以下同）
- （1万2000年前のペルシャ湾）
- （1万年前のペルシャ湾）
- （8000年前のペルシャ湾）

やがて最終氷期が終わり温暖化が始まると、海面は上昇に転じ、1万4000年前（紀元前1万2000年）頃からガルフ・オアシスに海水が侵入（海進）、1万年前（紀元前8000年）頃には中心部の淡水湖が海とつながり消滅、人類は真水を求めて、北西の河口や北岸南岸の湧出地に移動、8000年前（紀元前6000年）頃には中心部は湾となるものの、湾の周囲（湾中心部の海底の水圧が増したために、湾の周囲、特にバーレーンなど湾の南側は、押し出されることによって淡水が豊富に湧き出した）にはまだわずかに陸地が残っていたが、6000年前（紀元前4000年）頃にはその陸地も水没し、ほぼ現在のペルシャ湾と同じになった。海面上昇はそこで止まらず、現海面より1～2m高い状態が3000年前（紀元前1000年）頃まで続いたと考えられている。現在では湾の北西端から内陸200㎞奥にある古代都市エリドゥが栄えていた頃は、現在の汀線から内陸150㎞ぐらいまでは海につながっていた可能性がある。
ベロッソスの「バビロニア誌」の伝えるところでは、エリュトラー海（エリュトラー海の範囲は広いが、この場合はペルシャ湾のことと考えられる）の海中からやってきたオアンネスという半魚人が人類に一週間で文明を授けたとされている。これはかつては陸地であり、今は水没した、ペルシャ湾のガルフ・オアシスからメソポタミアに人類が移住した記憶の名残かもしれない。

以下は、「エデン ペルシャ湾海底説」における、地理の解釈である。
ハビラ - 
ピジョン川 - 
クシュ - 
一つの川が四つの川に - 

### エデン ディルムン説
その他、紀元前3000年代〜紀元前2000年代にメソポタミア-インダス間交易の要衝として繁栄した古代都市ディルムンがモデルとする説がある。ディルムンの位置についても諸説があり不明だが、バーレーンのバーレーン要塞はその首都の跡地であるとする説がある。

## エデンの園 複合起源仮説
もっとも、そもそも、エデンの園の神話を史実と捉えたり、その起源を単一の場所に求める必要はないのかもしれない。
紀元前数千年の古代メソポタミアに、その起源・出自を異にする複数の集団が周囲から集住した際、集団間の争いを避け、一つの集団として融和するために、それぞれの集団の、役割の似た神々や信仰が、同一の存在・信仰と見做され、まとめられた（習合、シンクレティズム）ように、それぞれの集団の故地＝理想化された理想郷についても、同じことが起こったのかもしれない。
つまり、エデンの園という、人類の故地＝理想郷についても、複数の故地＝理想郷の概念が習合されたものであると考えることもできるのである。さらには、この世ではない、「異界概念」が習合されていることもありうる。だから、エデンの園が、山（山岳地帯、川の上流）であったり、海（海の底、川の下流）であったり、海の彼方であったり、平地であったり、島であったり、など、矛盾を包含したり、多様に解釈できるのは、これらのどれか一つだけが真なのではなく、どれも真であるから、と考えることもできるのである。
もしも、エデンの園が、上と下に2つあるのであれば、流れ出る川は、それぞれから2つずつで済む。その考え方では、上にアッシュル、右下にハビラ（アラビア半島）、左下にクシュ（アフリカのエチオピア）が配置される。

## ユダヤ人の伝説におけるエデンの園
ラビの文献には、「オラム・ハバ（olam ha-ba）」（ヘブライ語: עולם הבא、 直訳すると「来世」）と、2つのエデンの園についての多くの伝説が含まれている。
ルイス・ギンズバーグの『ユダヤ人の伝説』という本によると、これらは「パラダイス」と呼ばれ、60万人の輝く天使によって守られた、カーバンクル（赤い宝石）で作られた、二重の門があると言われている、「来世」が含まれている。
7つの栄光の雲がパラダイスを覆い、その下のパラダイスの中心には生命の樹が立っている。生命の樹はパラダイスにも影を落としており、パラダイス全体に風が吹くと1万5000もの異なる味と香りがする。
生命の樹の下には、星と太陽と月の天蓋が何組もあり、栄光の雲が2つを隔てている。天蓋の各組には、律法を説明するラビの学者が座している。
人がパラダイスに入ると、天のエルサレムにある神殿の祭壇で、大天使ミカエルによって、神に捧げられる。ある者は天使に変身し、最も醜い者でも「太陽の光が降り注ぐ銀のザクロの粒」のように美しく輝くようになる。
パラダイスの門を守る天使たちは、魂を7つの栄光の雲で飾り、宝石と真珠と金で冠をかぶせ、手に8つのギンバイカを置き、正義であることを讃えながら、多くの川が水をまく800本のバラとギンバイカの庭に導く。
庭には天蓋があり、その美しさは人の長所に応じて異なるが、各天蓋には、ミルク、蜂蜜、ワイン、バルサム、の4つの川が流れ出ており、金色の蔓植物と30個の輝く真珠がぶら下がっている。
各天蓋の下には、60人の天使が世話をする、宝石と真珠のテーブルがある。
パラダイスの光は、そこにいる義人の光である。
パラダイスでは毎日、子供を起こすと、年長者は寝て、人は、子供時代、青年期、成人期、老年期の喜びを楽しむ。
パラダイスのそれぞれの周縁には、800,000本の木々の森があり、これらの中で、最高級のハーブやスパイスよりも小さい、800,000人の甘く歌う天使が、世話をしている。
パラダイスは7つのサブパラダイスに分かれており、それぞれの長さと幅は120,000マイルである。

人の魂は、その功績に応じて、パラダイスのこれらの区分のいずれかに割り当てられる。
1つ目の区分は、ガラスと杉でできており、ユダヤ教への改宗者のためのものである。
2つ目の区分は、銀と杉でできており、悔悟者のためのものである。
3つ目の区分は、銀、金、宝石、真珠で、族長、モーセ、アロン、エジプトを離れて荒野に住んでいたイスラエル人、そしてイスラエルの王たちのためのものである。
4つ目の区分は、ルビーとオリーブの木でできており、信仰において聖なる堅固な人々のためのものである。
5つ目の区分は、3つ目のものと似ているが、川が流れ、その河床はエヴァと天使たちによって編まれ、メシアとエリヤのためのものである。
そして、6つ目と7つ目の区分は、それぞれ敬虔な行為をして死んだ人々と、イスラエルの罪の償いとして病気で死んだ人々のためのものである、ということを除いては、描写されていない。

この楽園の上には、神が即位する、高位の、もうひとつの「エデンの園」がある。
この「高位のエデンの園」には、310の世界があり、7つの区画に分かれている。
区画は説明されていないが、各区画が前の区画よりも大きく、その功績に基づいて人の魂に開放されていることが示唆されている。
1番目の区画は、ユダヤ人の殉教者用、
2番目の区画は、溺れた人々、
3番目の区画は、「ラバン・ヨハナン・ベン・ザッカイと彼の弟子たち」、
4番目の区画は、栄光の雲によって運ばれた人々、
5番目の区画は、悔悟者用、
6番目の区画は、罪を犯したことのない若者用、
7番目の区画は、まともな生活を送り、トーラーを学んだ貧しい人々のためのもの、
である。

## 後世の文化への影響
- 『エデンの園』 - アメリカの小説家、アーネスト・ヘミングウェイの長編小説。
- 『エデンの園』 - 増村保造監督がイタリア人キャストにより、1980年に製作した日伊合作の映画。
- 『エデンの東』 - アメリカの作家、ジョン・スタインベックの長編小説。

## エデンと仮定される場所
- バブ・エル・マンデブ海峡
- スンダランド